# Карлос Камені
Карлос Камені (фр. Idriss Carlos Kameni, нар. 18 лютого 1984, Дуала) — камерунський футболіст, воротар, відомий виступами за національну збірну Камеруну та іспанські «Еспаньйол» і «Малагу».
2000 року у віці 16 років він став наймолодшим гравцем, щоб виграв золоту медаль Олімпійських ігор. Визнаний найкращим африканським воротарем в сезоні 2006-07

## Клубна кар'єра
Вихованець Спортивної академії Каджі.
Влітку 2000 року 16-річний Камені був помічений європейськими клубами, після того як він став наймолодшим футболістом, який коли-небудь вигравав золоті медалі на Олімпіаді. Це допомогло йому перейти у французький «Гавр», але заграти в першій команді він не зміг. Через це сезон 2002/03 він провів в оренді в «Сент-Етьєні», але і там закріпитись в основі не зумів.
У липні 2004 року Камені перейшов в іспанський «Еспаньйол» за 600 000 доларів. Дебютував у новій команді 28 серпня в матчі Ла Ліги з «Депортіво» (1:1) і відразу став основним воротарем. З клубом Камені виграв Кубок Іспанії у 2006 році, а у наступному сезоні вийшов з командою у фінал Кубка УЄФА. В тому матчі місце у воротах тренер Ернесто Вальверде довірив Горці Іраїсосу, який не зміг допомогти команді виграти у «Севільї» в серії пенальті — 1:3. Незабаром після цього Іраїсос покинув клуб і Камені став одноосібним першим номером команди в усіх турнірах до 2011 року.

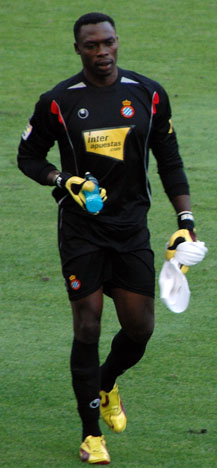
Карлос Камені під час виступів за «Еспаньйол». 18 жовтня 2009

Влітку 2011 року тренер Маурісіо Почеттіно зробив Камені третім воротарем команди (після Крістіана Альвареса та Кіко Касільї), через що Камені до кінця року лише одного разу потрапив у заявку на лаву запасних і 13 січня 2012 розірвав контракт з клубом, який діяв до 2013 року.
Вже 16 січня Камені підписав контракт на 2,5 роки з «Малагою», але і тут до літа 2014 року був лише другим воротарем після Вільфредо Кабальєро. І лише коли аргентинський кіпер покинув клуб, Камені став основним воротарем команди, вигравши конкуренцію у новачка Гільєрмо Очоа. За підсумками сезону 2014/15 був визнаний найкращим гравцем клубу. Усього провів за «Малагу» 113 матчів у Ла Лізі.
Згодом упродовж 2017–2019 років був резервним гравцем у системі турецького «Фенербахче».
Влітку 2021 року вирішив відновити ігрову кар'єру, ставши гравцем джибутійського клубу «Арта/Солар7».

## Виступи за збірні
2000 року залучався до складу молодіжної збірної Камеруну. На молодіжному рівні зіграв у 3 офіційних матчах, пропустив 4 голи. Того ж року грав на Олімпійських іграх в Сіднеї, де завоював золото. При цьому Камені став наймолодшим в історії олімпійським чемпіоном з футболу.
2001 року дебютував в офіційних матчах у складі національної збірної Камеруну і в тому ж році потрапив до заявки збірної на Кубок конфедерацій в Японії і Південній Кореї.
Наступного року був учасником чемпіонату світу 2002 року в Японії і Південній Кореї, а також Кубка африканських націй 2002 року у Малі, здобувши того року титул континентального чемпіона.
2003 року зіграв 4 матчі на Кубку Конфедерацій у Франції, де Камерун завоював друге місце, програвши у фіналі господарям (0-1). Взяв участь у КАФ 2004, де його команда програла Нігерії (1-2).
Після цього взяв участь у чотирьох поспіль Кубках африканських націй — 2004 року у Тунісі, 2006 року в Єгипті, 2008 року у Гані, де разом з командою здобув «срібло», та 2010 року в Анголі.
Також був включений у заявку на чемпіонату світу 2010 року у ПАР, проте на турнірі був лише дублером Сулейману Хаміду, тому на поле не вийшов.
Після того як збірна Камеруну не кваліфікувалася на два поспіль Кубки африканських націй (2012 і 2013), Камені перестали викликати до збірної. Лише 27 жовтня 2015, більш ніж через два роки Камені був викликаний новим тренером Фолькером Фінке на матчі проти збірної Нігеру в рамках відбору на ЧС-2018 і відіграв в обох матчах.
Протягом 19 років провів у формі головної команди країни 73 матчі, пропустивши 65 голів.

## Досягнення

### Командні
- Володар Кубка Іспанії з футболу:

«Еспаньйол»: 2005-06
- Олімпійський чемпіон:

Камерун U-23: 2000
- Володар Кубка африканських націй:

Камерун: 2002
- Срібний призер Кубка африканських націй: 2008

### Особисті
- Найкращий воротар Африки: 2006-07
- Найкращий гравець року «Малаги»: 2014–15[4]

## Особисте життя
Його старший брат Матюрен Камені, також воротар, викликався в збірну Камеруну і разом з Карлосом був учасником кубка африканських націй 2004 року, але на поле у футболці збірної так і не вийшов.
| Дата       | Місто                  | Господарі            | Результат  | Гості                | Турнір                                      | Голи | Примітки |
| ---------- | ---------------------- | -------------------- | ---------- | -------------------- | ------------------------------------------- | ---- | -------- |
| 25-5-2001  | Сувон                  | Південна Корея       | 0 – 0      | Камерун              | товариський матч                            | -    |          |
| 17-4-2002  | Відень                 | Австрія              | 0 – 0      | Камерун              | товариський матч                            | -    | 46'      |
| 11-2-2003  | Шатору                 | Камерун              | 0 – 3      | Кот-д'Івуар          | товариський матч                            | -1   | 46'      |
| 27-3-2003  | Туніс (місто)          | Мадагаскар           | 0 – 2      | Камерун              | товариський матч                            | -    |          |
| 30-3-2003  | Туніс (місто)          | Туніс                | 1 – 0      | Камерун              | товариський матч                            | -1   |          |
| 19-6-2003  | Сен-Дені               | Камерун              | 1 – 0      | Бразилія             | Кубок Конфедерацій                          | -    |          |
| 21-6-2003  | Сен-Дені               | Камерун              | 1 – 0      | Туреччина            | Кубок Конфедерацій                          | -    |          |
| 26-6-2003  | Ліон                   | Колумбія             | 0 – 1      | Камерун              | Кубок Конфедерацій                          | -    | 37'      |
| 29-6-2003  | Сен-Дені               | Франція              | 1 – 0      | Камерун              | Кубок Конфедерацій                          | -1   |          |
| 19-11-2003 | Оїта                   | Японія               | 0 – 0      | Камерун              | товариський матч                            | -    |          |
| 25-1-2004  | Сус                    | Камерун              | 1 – 1      | Алжир                | Кубок африканських націй 2004 - 1-й етап    | -1   |          |
| 29-1-2004  | Сфакс                  | Зімбабве             | 3 – 5      | Камерун              | Кубок африканських націй 2004 - 1-й етап    | -3   |          |
| 3-2-2004   | Монастір               | Камерун              | 0 – 0      | Єгипет               | Кубок африканських націй 2004 - 1-й етап    | -    |          |
| 8-2-2004   | Монастір               | Камерун              | 1 – 2      | Нігерія              | Кубок африканських націй 2004 - чвертьфінал | -2   |          |
| 28-4-2004  | Софія (місто)          | Болгарія             | 3 – 0      | Камерун              | товариський матч                            | -1   | 46'      |
| 6-6-2004   | Яунде                  | Камерун              | 2 – 1      | Бенін                | Відбір до ЧС 2006                           | -1   |          |
| 18-6-2004  | Місурата               | Лівія                | 0 – 0      | Камерун              | Відбір до ЧС 2006                           | -    |          |
| 5-9-2004   | Каїр                   | Єгипет               | 3 – 2      | Камерун              | Відбір до ЧС 2006                           | -3   |          |
| 17-11-2004 | Лейпциг                | Німеччина            | 3 – 0      | Камерун              | товариський матч                            | -3   |          |
| 9-2-2005   | Кретей                 | Сенегал              | 0 – 1      | Камерун              | товариський матч                            | -    |          |
| 27-3-2005  | Яунде                  | Камерун              | 2 – 1      | Судан                | Відбір до ЧС 2006                           | -1   |          |
| 15-11-2005 | Алес (Гар)             | Камерун              | 0 – 0      | Марокко              | товариський матч                            | -    | 46'      |
| 29-1-2006  | Каїр                   | Камерун              | 2 – 0      | ДР Конго             | Кубок африканських націй 2006 - 1-й етап    | -    |          |
| 27-5-2006  | Роттердам              | Нідерланди           | 1 – 0      | Камерун              | товариський матч                            | -1   |          |
| 3-9-2006   | Кігалі                 | Руанда               | 0 – 3      | Камерун              | Відбір до Кубка африканських націй 2008     | -    |          |
| 7-10-2006  | Яунде                  | Камерун              | 3 – 0      | Екваторіальна Гвінея | Відбір до Кубка африканських націй 2008     | -    |          |
| 7-2-2007   | Ломе                   | Того                 | 2 – 2      | Камерун              | товариський матч                            | -1   | 46'      |
| 24-3-2007  | Яунде                  | Камерун              | 3 – 1      | Ліберія              | Відбір до Кубка африканських націй 2008     | -1   |          |
| 3-6-2007   | Монровія               | Ліберія              | 1 – 2      | Камерун              | Відбір до Кубка африканських націй 2008     | -1   |          |
| 9-9-2007   | Малабо                 | Екваторіальна Гвінея | 1 – 0      | Камерун              | Відбір до Кубка африканських націй 2008     | -1   |          |
| 22-1-2008  | Кумасі                 | Камерун              | 2 – 4      | Єгипет               | Кубок африканських націй 2008 - 1-й етап    | -4   |          |
| 26-1-2008  | Кумасі                 | Замбія               | 1 – 5      | Камерун              | Кубок африканських націй 2008 - 1-й етап    | -5   |          |
| 30-1-2008  | Тамале (місто)         | Камерун              | 3 – 0      | Судан                | Кубок африканських націй 2008 - 1-й етап    | -    |          |
| 4-2-2008   | Тамале (місто)         | Туніс                | 2 – 3 д.ч. | Камерун              | Кубок африканських націй 2008 - чвертьфінал | -2   |          |
| 7-2-2008   | Аккра                  | Гана                 | 0 – 1      | Камерун              | Кубок африканських націй 2008 - півфінал    | -    |          |
| 10-2-2008  | Аккра                  | Камерун              | 0 – 1      | Єгипет               | Кубок африканських націй 2008 - Фінал       | -1   |          |
| 31-5-2008  | Яунде                  | Камерун              | 2 – 0      | Кабо-Верде           | Відбір до ЧС 2010                           | -    |          |
| 8-6-2008   | Кьюрпайп               | Маврикій             | 0 – 3      | Камерун              | Відбір до ЧС 2010                           | -    |          |
| 14-6-2008  | Дар-ес-Салам           | Танзанія             | 0 – 0      | Камерун              | Відбір до ЧС 2010                           | -    |          |
| 21-6-2008  | Яунде                  | Камерун              | 2 – 1      | Танзанія             | Відбір до ЧС 2010                           | -1   |          |
| 6-9-2008   | Прая                   | Кабо-Верде           | 1 – 2      | Камерун              | Відбір до ЧС 2010                           | -1   |          |
| 11-10-2008 | Яунде                  | Камерун              | 5 – 0      | Маврикій             | Відбір до ЧС 2010                           | -    |          |
| 19-11-2008 | Рустенбург             | ПАР                  | 3 – 2      | Камерун              | товариський матч                            | -3   |          |
| 11-2-2009  | Бондуфль               | Камерун              | 3 – 1      | Гвінея               | товариський матч                            | -    | 46'      |
| 28-3-2009  | Аккра                  | Того                 | 1 – 0      | Камерун              | Відбір до ЧС 2010                           | -1   |          |
| 7-6-2009   | Яунде                  | Камерун              | 0 – 0      | Марокко              | Відбір до ЧС 2010                           | -    |          |
| 13-6-2009  | Абіджан                | Кот-д'Івуар          | 2 – 1      | Камерун              | товариський матч                            | -1   | 46'      |
| 12-8-2009  | Клагенфурт-ам-Вертерзе | Австрія              | 0 – 2      | Камерун              | товариський матч                            | -    |          |
| 5-9-2009   | Лібревіль              | Габон                | 0 – 2      | Камерун              | Відбір до ЧС 2010                           | -    |          |
| 9-9-2009   | Яунде                  | Камерун              | 2 – 1      | Габон                | Відбір до ЧС 2010                           | -1   |          |
| 10-10-2009 | Яунде                  | Камерун              | 3 – 0      | Того                 | Відбір до ЧС 2010                           | -    |          |
| 14-11-2009 | Фес                    | Марокко              | 0 – 2      | Камерун              | Відбір до ЧС 2010                           | -    |          |
| 9-1-2010   | Найробі                | Кенія                | 1 – 3      | Камерун              | товариський матч                            | -1   |          |
| 13-1-2010  | Лубанго                | Камерун              | 0 – 1      | Габон                | Кубок африканських націй 2010 - 1-й етап    | -1   |          |
| 17-1-2010  | Лубанго                | Камерун              | 3 – 2      | Замбія               | Кубок африканських націй 2010 - 1-й етап    | -2   | 80'      |
| 21-1-2010  | Лубанго                | Камерун              | 2 – 2      | Туніс                | Кубок африканських націй 2010 - 1-й етап    | -2   |          |
| 25-1-2010  | Бенгела                | Єгипет               | 3 – 1 д.ч. | Камерун              | Кубок африканських націй 2010 - чвертьфінал | -3   |          |
| 1-6-2010   | Ковілян                | Португалія           | 3 – 1      | Камерун              | товариський матч                            | -3   |          |
| 26-3-2011  | Дакар                  | Сенегал              | 1 – 0      | Камерун              | Відбір до Кубка африканських націй 2012     | -1   |          |
| 4-6-2011   | Гаруа                  | Камерун              | 0 – 0      | Сенегал              | Відбір до Кубка африканських націй 2012     | -    |          |
| 3-9-2011   | Яунде                  | Камерун              | 5 – 0      | Маврикій             | Відбір до Кубка африканських націй 2012     | -    |          |
| 7-10-2011  | Кіншаса                | ДР Конго             | 2 – 3      | Камерун              | Відбір до Кубка африканських націй 2012     | -2   |          |
| 11-11-2011 | Марракеш               | Камерун              | 3 – 1      | Судан                | товариський матч                            | -    | 23'      |
| 26-5-2012  | Аманвілле              | Гвінея               | 1 – 2      | Камерун              | товариський матч                            | -1   |          |
| 2-6-2012   | Яунде                  | Камерун              | 1 – 0      | ДР Конго             | Відбір до ЧС 2014                           | -    |          |
| 10-6-2012  | Сфакс                  | Лівія                | 2 – 1      | Камерун              | Відбір до ЧС 2014                           | -2   |          |
| 16-6-2012  | Яунде                  | Камерун              | 1 – 0      | Гвінея-Бісау         | Відбір до Кубка африканських націй 2013     | -    |          |
| 8-9-2012   | Прая                   | Кабо-Верде           | 2 – 0      | Камерун              | Відбір до Кубка африканських націй 2013     | -2   |          |
| 14-10-2012 | Яунде                  | Камерун              | 2 – 1      | Кабо-Верде           | Відбір до Кубка африканських націй 2013     | -1   |          |
| 13-11-2015 | Ніамей                 | Нігер                | 0 – 3      | Камерун              | Відбір до ЧС 2018                           | -    |          |
| 17-11-2015 | Яунде                  | Камерун              | 0 – 0      | Нігер                | Відбір до ЧС 2018                           | -    |          |
| 25-3-2018  | Ель-Кувейт             | Кувейт               | 1 – 3      | Камерун              | товариський матч                            | -    | 62'      |
| 9-6-2019   | Махадаонда             | Камерун              | 2 – 1      | Замбія               | товариський матч                            | -1   | 82'      |
| Усього     |                        | Матчів               | 73         |                      | Голів                                       | -65  |          |